# Hanno Selg
Hanno Selg (n. 31 mai 1932, Tallinn, Estonia – d. 2 octombrie 2019, Tartu, Regiunea Tartu, Estonia) a fost un profesor universitar ce a reprezentat Uniunea Republicilor Sovietice Socialiste, medaliat olimpic. A participat la o ediție a Jocurilor Olimpice (1960) în care a câștigat o medalie de argint.

## Participări
Lista de mai jos prezintă principalele competiții la care a participat Hanno Selg de-a lungul carierei.
- Pentathlon moderno ai Giochi della XVII Olimpiade[*]